# Bailando (песня Paradisio)
«Bailando» (с исп. — «Танцую») — песня, записанная бельгийской группой Paradisio. В 1996 году она была выпущена как лид-сингл с дебютного альбома группы Paradisio. Песня стала большим хитом, возглавив чарты множества стран Европы.
Оригинальная версия песни записана при участии вокалистки Марисы, которая также снималась в музыкальных видео. Позднее из-за того, что певица покинула группу, песни перезаписывались с вокалом различных девушек.

## Музыкальное видео
Для песни в Майами было снято два музыкальных видео, международное и специально для Бельгии, хотя обе версии транслировались в разных странах.

## Коммерческий успех
«Bailando» был очень успешным в чартах Европы, что сделало его самым большим хитом группы. Он занял первое место в Италии, Дании, Норвегии, Финляндии и Швеции. В родной Бельгии песня достигла второго места. Во Франции пиком стала четвёртая строчка, но продажи превысили полмиллиона копий. Платиновые сертификации «Bailando» получил в Швеции и Норвегии.

## Критика
В 2012 году издание Porcys поместило песню под номером 53 в своем рейтинге «100 синглов 1990—1999», добавив: «Оказалось, что „Bailando“ — это синоним наглого танца девяностых, в основном представляет собой почти идеальную конфигурацию черт и атрибутов, которые я интуитивно ищу в популярной музыке: чувственная сексуальность, игривая глупость, невинный эскапизм, захватывающий грув и соблазнительный припев».

## Список композиций
| 1. «Bailando» (video version) (3:50) 2. «Bailando» (instrumental extended mix) (6:48) Бельгия 1 1. «Bailando» (extended radio version) (6:50) 2. «Bailando» (discoteca remix) (6:52) 3. «Bailando» (ritmo el mas locomix) (6:50) 4. «Bailando» (original discoteca drums mix) (6:50) 5. «Bailando» (transologik remix) (7:08) 6. «Bailando» (radio version) (3:50) Бельгия 2 1. «Bandolero» (discoteca action remix) (7:05) 2. «Bandolero» (discoteca action remix short mix) (4:13) 3. «Bandolero» (after party remix) (6:00) 4. «Bandolero» (video edit) (3:54) 5. «Bandolero» (US power club remix) (7:43) Финляндия, Швеция 1. «Bailando» (radio version) (3:48) 2. «Bailando» (2 fabiola remix) (5:05) 3. «Bailando» (discoteca remix) (6:50) 4. «Bailando» (extended radio mix) (6:48) 5. «Bailando» (ritmo el mas locomix) (6:48) 6. «Bailando» (original discoteca drums) (6:49) Европа 1. «Bailando» (radio version) (3:48) 2. «Bailando» (extended radio version) (6:48) 3. «Bailando» (original discoteca drums mix) (6:47) 4. «Bailando» (ritmo el mas locomix) (6:48) 5. «Bailando» (Ibiza remix) (5:05) Другие страны 1. «Bailando» (radio version) (3:50) 2. «Bailando» (ritmo el mas locomix) (6:50) 3. «Bailando» (discoteca drums mix) (6:50) | Бельгия 1. «Bailando» (original discoteca drums mix) (6:50) 2. «Bailando» (discoteca remix) (6:52) 3. «Bailando» (transologik remix) (7:08) Германия 1. «Bailando» (Ibiza remix) 2. «Bailando» (original discoteca drums mix) Италия, Испания 1. «Bailando» (extended radio version) (6:50) 2. «Bailando» (radio version) (3:50) 3. «Bailando» (discoteca remix) (6:52) 4. «Bailando» (transologik remix) (7:08) США 1. «Bailando» (extended radio version) (6:49) 2. «Bailando» (original discoteca drums mix) (6:49) 3. «Bailando» (transologik remix) (7:05) 4. «Bailando» (instrumental extended mix) (6:49) |

## Чарты
| Чарт (1996—1997)                    | Высшая позиция |
| ----------------------------------- | -------------- |
| Бельгия/Валлония (Ultratop 50)      | 8              |
| Бельгия/Фландрия (Ultratop 50)      | 2              |
| Великобритания (UK Singles)         | 149            |
| Дания (IFPI)                        | 1              |
| Европа (Eurochart Hot 100)          | 11             |
| Испания (AFYVE)                     | 9              |
| Италия (FIMI)                       | 1              |
| Нидерланды (Dutch Top 40)           | 25             |
| Нидерланды (Single Top 100)         | 25             |
| Норвегия (VG-lista)                 | 1              |
| Финляндия (Suomen virallinen lista) | 1              |
| Франция (SNEP)                      | 4              |
| Швеция (Sverigetopplistan)          | 1              |

| Чарт (1996)                     | Позиция |
| ------------------------------- | ------- |
| Бельгия/Валлония (Ultratop 50)  | 20      |
| Бельгия/Фландрия (Ultratop 50)[ | 6       |
| Франция (SNEP)                  | 68      |
| Чарт (1997)                     | Позиция |
| Италия (FIMI)                   | 29      |
| Франция (SNEP)                  | 26      |

## Сертификации и продажи
| Регион | Сертификация  | Продажи |
| --- | ------------- | ------- |
| Бельгия (BEA) | Золотой       | 25 000* |
| Дания (IFPI Danmark) | Золотой       | 45 000  |
| Норвегия (IFPI Norway) | 2× Платиновый |         |
| Швеция (GLF) | 3× Платиновый | 90 000^ |
| * Данные о продажах приведены только на основе сертификации. · ^ Данные о тиражах приведены только на основе сертификации. · Данные о продажах + прослушиваниях приведены только на основе сертификации. |               |         |

## Кавер-версии
- В 1997 году российский певец Шура записал русскую версию данной песни под названием «Заветный край», она вошла в сборник «Русские звёзды зарубежной эстрады»[24].
- В 1998 году нидерландская певица Луна записала кавер-версию данной песни; при создании был использован сэмпл группы Yazoo из песни «Don’t Go».
- В 2013 году украинская певица Дилайс записала русскую версию песни под названием «Дай любви мне»[25]. Песня добралась до вершины радиочарта TopHit на Украине[26].